# قسم أملش الشمالي الريفي (مقاطعة أملش)
قسم أملش الشمالی الريفي (بالفارسية: دهستان املش شمالی) هي منطقة سكنية تقع في إيران في قسم. يقدر عدد سكانها بـ 8,085 نسمة .